# Alphen aan den Rijn
Alphen aan den Rijn – miasto i gmina w zachodniej Holandii, w prowincji Holandia Południowa, nad Starym Renem, w środkowej części konurbacji Randstad.
Pobliskie miejscowości: Boskoop (na południe od miasta), Gouda (na wschód), Nieuwkoop (na zachód), Lejda (na północ).
Atrakcje turystyczne: Avifauna.

## Opis
Alphen aan den Rijn to miasto położone pomiędzy Lejdą, Goudą, Bodegraven i Ter Aar.
Poza głównym miastem – Alphen aan den Rijn – do gminy zalicza się również Aarlanderveen, Benthuizen, Boskoop, Hazerswoude-Dorp, Hazerswoude-Rijndijk, Koudekerk aan den Rijn i Zwammerdam. Obszar gminy Alphen aan den Rijn to 57,68 km², z czego 2,52 km² to wody (kanały, jeziora, stawy i rzeka). Nazwa miasta prawdopodobnie pochodzi od rzymskiego Castellum Albanianae.
W okresie rzymskim rozwinął się w mieście handel i przemysł, co sprawiło, że Alphen aan den Rijn stał się ważnym centrum handlowym w regionie.
1 stycznia 2014 r. gminy Alphen aan den Rijn, Boskoop i Rijnwoude połączyły się, tworząc nową gminę Alphen aan den Rijn.
Łącznie gmina liczyła wówczas 106 000 osób.
Alphen aan den Rijn we wrześniu 2002 r., zostało wybrane na najbardziej zielone miasto w Europie. Alphen aan den Rijn jest położone w samym centrum tzw. „zielone serce” (Groene Hart). Znajduje się tutaj szpital, kilka liceów nazywanych „Hogenscholen” oraz Muzeum Narodowe Historii Naturalnej.
9 kwietnia 2011 r. w miejscowym centrum handlowym „C1000” doszło do strzelaniny, w której zginęło 7 osób, a 16 zostało rannych.

## Miasta partnerskie
- Oudtshoorn (RPA)